# John Clauser
John Francis Clauser (Pasadena, 1º dicembre 1942) è un fisico statunitense conosciuto per i suoi contributi ai fondamenti della meccanica quantistica.
Divenne famoso per il suo lavoro sulla disuguaglianza di Clauser-Horne-Shimony-Holt.
Nel 1972 assieme a Stuart Freedman eseguì per la prima volta una verifica sperimentale del teorema di Bell.
Nel 2010 gli è stato assegnato il Premio Wolf assieme a Alain Aspect e Anton Zeilinger. Nel 2022, sempre assieme ad Aspect e Zeilinger, ha ricevuto il Premio Nobel.

## La verifica del teorema di Bell
Nel 1972 grazie alla collaborazione di Stuart Freedman approntò un esperimento atto a verificare la disuguaglianza di Bell. Riscaldando degli atomi di calcio fino ad ottenere un incremento energetico sufficiente affinché un elettrone saltasse ad un livello energetico più elevato, attesero l’istante in cui il ritorno allo stato energetico iniziale producesse una coppia di fotoni entangled: uno verde e uno blu. I rivelatori furono inizialmente posti a 22,5° tra loro per poi essere posti a 67,5°. Effettuando una serie di misure per circa 200 ore ottennero la conferma della violazione del teorema di Bell.

## Negazionismo dei cambiamenti climatici
Clauser si auto-definisce "negazionista del clima" e asserisce che "non esiste alcuna crisi climatica".